# 3601 Velikhov
3601 Velikhov eller 1979 SP9 är en asteroid i huvudbältet som upptäcktes den 22 september 1979 av den rysk-sovjetiske astronomen Nikolaj Tjernych vid Krims astrofysiska observatorium på Krim. Den har fått sitt namn efter Evgenij Velikhov.
Asteroiden har en diameter på ungefär 13 kilometer och den tillhör asteroidgruppen Themis.